# L'Hiver de force
L'Hiver de force est un roman de Réjean Ducharme publié en 1973.
Il vaut à l'auteur le Prix du Gouverneur général cette année-là.
Le roman a été traduit en anglais.

## Résumé
L'action se déroule à Montréal, Outremont et dans le village fictif de Notre-Dame-du-Bord-du-Lac, près de l'Île Bizard. Les personnages principaux sont André et Nicole Ferron, deux correcteurs âgés d'environ 28 ans. La liste des personnages secondaires inclut Catherine, une actrice présentée dans le roman sous plusieurs pseudonymes (comme Toune ou Petit Pois) qui fait l'objet d'un amour presque inconditionnel de la part des deux protagonistes.
Dans L'Hiver de force, Réjean Ducharme fait référence à plusieurs icônes de la culture populaire et quelques personnalités politiques: les Beatles, Robert Charlebois, Pierre-Elliott Trudeau, Pierre Laporte, Ralph Nader.
Les deux personnages centraux du récit regardent aussi beaucoup de films à la télévision, ce qui amène l'auteur à citer plusieurs répliques de cinéma. Le roman comporte également un important intertexte littéraire ; plusieurs écrivains y apparaissent implicitement ou explicitement : Blaise Cendrars, Henry Miller, Jean-Paul Sartre, etc.
L'auteur aborde le thème de l'indépendance du Québec et exprime par des anglicismes la prédominance de la langue anglaise dans une province majoritairement francophone. Il est cependant difficile de savoir si Ducharme affiche une préférence pour les souverainistes ou les fédéralistes, puisqu'à travers ses personnages il exprime tantôt de la sympathie, tantôt du dégoût pour leurs idéologies respectives. Ducharme attaque aussi au passage la gauche québécoise. En somme, L'hiver de force s'oriente moins sur la réalité politique québécoise que sur la langue qui défait le pouvoir des institutions et de la société de consommation, en l'occurrence. Les jeux langagiers et la maîtrise de la langue sont les outils de ses personnages iconoclastes qui refusent de s'intégrer à une société qu'ils tiennent en horreur.

## Adaptation théâtrale
Lorraine Pintal a adapté le roman L'Hiver de force en 2001. La production a été jouée au Théâtre du Nouveau Monde (Montréal), mise en scène et adaptation de Lorraine Pintal, du 13 novembre au 13 décembre 2001, au Théâtre du Centre national des arts, à Ottawa, du 18 au 27 avril 2002, puis reprise au Théâtre de l'Odéon (Paris), du 7 au 17 février 2002.